# 大明湖街道
大明湖街道，是中华人民共和国山東省济南市历下区下辖的一个乡镇级行政单位。

## 行政区划
大明湖街道下辖以下地区：
南北历山街社区、舜井街社区、按察司街社区、县西巷社区、县东巷社区和曲水亭社区。

## 人口
2010年中国第六次人口普查时，大明湖街道共有人口22197人。共有家庭6429户，平均每户2.56人。14岁以下的少年儿童共1849人，占总人口8.329%；15-64岁人口共18148人，占总人口81.75%；65岁及以上的老年人共2200人，占总人口的9.911%。男性共计11994人，占总人口54.03%；女性共计10203，占总人口45.96%。本地居住的人口中，拥有本地户籍的人口为12414人，占55.92%。